# سيريل ديون
سيريل ديون (بالفرنسية: Cyril Dion)‏ هو كاتب ومخرج وشاعر فرنسي، ولد في 23 يوليو 1978 في بواسي في فرنسا.

## وصلات خارجية
- الموقع الرسمي
- سيريل ديون على موقع IMDb (الإنجليزية)
- سيريل ديون على موقع ألو سيني (الفرنسية)
- سيريل ديون على موقع ميوزك برينز (الإنجليزية)
- سيريل ديون على موقع قاعدة بيانات الفيلم (الإنجليزية)
- سيريل ديون على موقع كينوبويسك (الروسية)